# Saison 2018-2019 du Montpellier Hérault Sport Club
Maillots
Dernière mise à jour : 21 avril 2019.
Chronologie
Saison précédente Saison suivante
La saison 2018-2019 du Montpellier Hérault Sport Club est la trente-septième saison du club héraultais en première division du championnat de France, la dixième saison consécutive au sein de l'élite du football français. Cette saison doit permettre au club de continuer à progresser, en s'appuyant notamment sur la victoire des jeunes en U19 et sur le recrutement de joueur d'avenir.
Cette saison fait suite à une belle saison pour les supporteurs, puisque les Pailladins, surnom des joueurs du club, ont longtemps joué l'Europe avant de se laisser distancer sur la fin de saison. Les objectifs pour cette nouvelle saison sont donc revue à la hausse, les dirigeants visant d'obtenir le maintien le plus rapidement possible et de viser la première moitié du classement, les grands favoris pour le titre étant une nouvelle fois le Paris Saint-Germain et l'AS Monaco, dotés de moyens financiers beaucoup plus importants, ainsi que l'Olympique lyonnais et l'Olympique de Marseille qui ont joué les troubles fêtes.
Les Pailladins participent également durant la saison aux deux coupes nationales que sont la Coupe de France et la Coupe de la ligue, où ils chutent dès leur entrée en lice face au FC Nantes, Michel Der Zakarian ayant choisi de faire tourner son effectif.

## Avant saison

### Transferts
Les dirigeants montpelliérains sont plutôt actif lors du début du mercato, axant le recrutement sur des joueurs d'expérience pour encadrer les jeunes issus du centre de formation dont plusieurs signe leur premier contrat pro en cette fin de saison. La première recrue du club est l'attaquant serbe Petar Škuletić en provenance de Gençlerbirliği SK qui est rejoint rapidement par le défenseur Français Damien Le Tallec en provenance de l'Étoile rouge de Belgrade. Durant le mois de juillet, les dirigeants embauche Florent Mollet, le milieu de terrain du FC Metz.
En complément de ces transferts, les supporteurs voient leur club lever les options d'achat de Facundo Píriz et de Junior Sambia, tous deux prêtés lors de la saison dernière. Le 24 juillet, le club annonce l'arrivée d'un joueur considéré comme une "arlésienne" depuis plusieurs saisons, Andy Delort, prêté par le Toulouse FC avec option d'achat. Enfin pour pallier les départs du mois d'août, les dirigeants s'active et enrôle le 16 août Gaëtan Laborde, un des attaquants phare des Girondins de Bordeaux. Fin septembre, le Montpellier HSC engage Bilal Boutobba, qui avait été laissé libre de tout contrat par le Séville AC.
Sur le plan des départs, les dirigeants réalisent une grosse opération en cédant Nordi Mukiele au RB Leipzig pour la somme record pour le club de 16 millions d'euros, avant de laisser partir leur attaquant tchadien, Casimir Ninga au SM Caen pour la somme de 2 millions d'euros. Les dirigeants se sépare également de l'historique gardien de but Laurent Pionnier après 21 saisons sous les couleurs pailladines. A une semaine de la reprise de la Ligue 1, les supporteurs pailladins voient partir un autre joueur de qualité en la personne de Jérôme Roussillon qui signe au VfL Wolfsburg, suivi quelques jours plus tard de l'annonce du prêt avec option d'achat d'Isaac Mbenza au Huddersfield Town AFC. Début Octobre, les dirigeants annonce le prêt de Giovanni Sio au club émirati du Al-Ittihad Kalba SC.

### Préparation d'avant-saison
Les dirigeants du club annoncent dès la mi-juin le programme de préparation de cette nouvelle saison. Outre deux matchs face à des équipes hiérarchiquement inférieures, le Clermont Foot et le Rodez AF, les dirigeants pailladins ont choisi de jouer contre trois équipes européennes, une équipe espagnole, le Villareal CF qui évolue en Liga, une équipe anglaise, le Burnley FC qui évolue en Premier League et une équipe italienne, le Genoa CFC qui évolue en Serie A. 

## Compétitions

### Championnat
La saison 2018-2019 de Ligue 1 est la quatre-vingtième unième édition du championnat de France de football et la dix-septième sous l'appellation « Ligue 1 ». La division oppose vingt clubs en une série de trente-huit rencontres. Les meilleurs de ce championnat se qualifient pour les coupes d'Europe que sont la Ligue des champions (le podium) et la Ligue Europa (le quatrième et les vainqueurs des coupes nationales). Le Montpellier HSC participe à cette compétition pour la trente-septième fois de son histoire et la dixième consécutive depuis la saison 2009-2010.

#### Des débuts poussifs - Journées 1 à 5
Les cinq premières journée de championnat proposent aux pailladins des matchs plutôt abordables. Ils débutent face au Dijon FCO, avant un déplacement sur le terrain de l'Amiens SC, puis la réception de l'AS Saint-Étienne et un déplacement chez le promu le Stade de Reims lors de la quatrième journée. Enfin, la réception du RC Strasbourg lors de la cinquième journée permettra de se faire une première idée de l'état de forme de l'équipe et donnera une orientation sur les objectifs du club.
Les montpelliérains ratent leur entrée dans la compétition après avoir pourtant ouvert le score grâce à Pedro Mendes, mais commettent trop d'erreur défensive par la suite et s'inclinent à domicile sur le score de deux buts à un face au Dijon FCO. Lors de la seconde journée, les pailladins lancent leur saison en s'imposant deux buts à un sur la pelouse de l'Amiens SC grâce à Florent Mollet et Ellyes Skhiri, avant d'être une nouvelle fois tenu en échec dans leur stade zéro but partout par l'AS Saint-Étienne lors de la journée suivante, puis de s'imposer de justesse sur la pelouse du Stade de Reims un but à zéro grâce à Ambroise Oyongo. Enfin lors de la 5e journée, les montpelliérains sont une nouvelle fois tenu en échec à domicile un but partout par le RC Strasbourg qui égalise dans les arrêts de jeu.

#### Journées 6 à 14: Un automne explosif
Lors de la sixième journée, les hommes de Michel Der Zakarian s'emparent de la troisième place du championnat en s'imposant un but à zéro face à l'OGC Nice et en profitant des faux pas de ses adversaires direct, avant d'être tenu en échec deux buts partout sur la pelouse du SM Caen avec le premier but d'Andy Delort. La 8e journée du championnat voit les pailladins accueillir dans leur stade leur rivaux languedocien du Nîmes Olympique, pour le premier derby des deux clubs en première division depuis de nombreuses années. Ils dominent largement leur sujet en s'imposant trois buts à zéro, alors que de nombreux incidents éclatent entre supporteurs dans les tribunes. Lors de la journée suivante, les hommes de Michel Der Zakarian ratent l'occasion d’enchaîner un deuxième victoire consécutive en étant rejoint un but partout par l'EA Guingamp, alors qu'ils maîtrisaient le match. Ils réagissent à domicile en réalisant une nouvelle prestation de bon niveau en s'imposant deux buts à zéro face aux Girondins de Bordeaux avec le quatrième buts en autant de rencontre d'Andy Delort, qui enchaînent face à son ancien club en permettant aux pailladins de s'imposer trois buts à zéro sur la pelouse du Toulouse FC. Lors de la 12e journée, les montpelliérains reçoivent leur éternel rivaux de l'Olympique de Marseille pour le vrai premier choc de la saison. Après une première mi-temps poussive, Gaëtan Laborde emballent le match grâce à un doublé avant que Paul Lasne conclut la marque pour une nette victoire trois buts à zéro, permettant au club de se hisser à la seconde place du championnat, qu'il ne garde qu'une journée à la suite d'une défaite un but à zéro sur la pelouse de l'Angers SCO, mettant fin à une série de 11 matchs sans défaite. Lors de la 14e journée, les pailladins sont tenus en échec sur leur pelouse par le Stade rennais et ce malgré un doublé d'Andy Delort.

#### Journées 15 à 19: un mois de décembre infernal
Alors que les hommes de Michel Der Zakarian s’apprêtent à vivre un mois de décembre intense avec cinq chocs de haut de tableau en cinq journées, ils débutent cette série par une victoire historique sur la pelouse de l'AS Monaco, s'imposant deux buts à un grâce à deux passes décisives d'Andy Delort et au premier but de Petar Škuletić, avant de s'incliner à domicile un but à zéro face au Lille OSC qui leur ravi ainsi la deuxième place du championnat, puis de voir le choc face à l'indiscutable leader, le Paris Saint-Germain, reporté à cause des manifestations de Gilets Jaunes.

### Coupe de France
La coupe de France 2018-2019 est la 101e édition de la coupe de France, une compétition à élimination directe mettant aux prises les clubs de football amateurs et professionnels à travers la France métropolitaine et les DOM-TOM. Elle est organisée par la FFF et ses ligues régionales.

### Coupe de la Ligue
La Coupe de la Ligue 2017-2018 est la 24e édition de la Coupe de la Ligue, compétition à élimination directe organisée par la Ligue de football professionnel (LFP) depuis 1994, qui rassemble uniquement les clubs professionnels de Ligue 1, Ligue 2 et National. Depuis 2009, la LFP a instauré un nouveau format de coupe plus avantageux pour les équipes qualifiées pour une coupe d'Europe.
Alors que Michel Der Zakarian laisse plusieurs de ses cadres au repos pour ce premier tour de compétition, les pailladins finissent par céder sur le score de trois buts à zéro dans un match brouillon conclu par l'expulsion de Pedro Mendes à la 74e minute.

### Matchs officiels de la saison
Le tableau ci-dessous retrace les rencontres officielles jouées par le Montpellier HSC durant la saison. Les buteurs sont accompagnés d'une indication sur la minute de jeu où est marqué le but et, pour certaines réalisations, sur sa nature (penalty ou contre son camp).
| Compétition       | Débute au tour | Place ou tour final | Matches joués | Gagnés | Nuls | Perdus | Buts pour | Buts contre | Différence |
| Ligue 1           | -              | 6ème                | 38            | 15     | 14   | 9      | 53        | 42          | +11        |
| Coupe de France   | 1/32 de finale | 1/32 de finale      | 1             | 0      | 0    | 1      | 0         | 0           | +0         |
| Coupe de la ligue | 1/16 de finale | 1/16 de finale      | 1             | 0      | 0    | 1      | 0         | 3           | -3         |
| Total             | -              | -                   | 40            | 15     | 14   | 11     | 53        | 45          | +8         |

## Maillots
| Domicile | Extérieur | Troisième | Quatrième |

| "Octobre Rose" |

## Joueurs et encadrement technique

### Encadrement technique

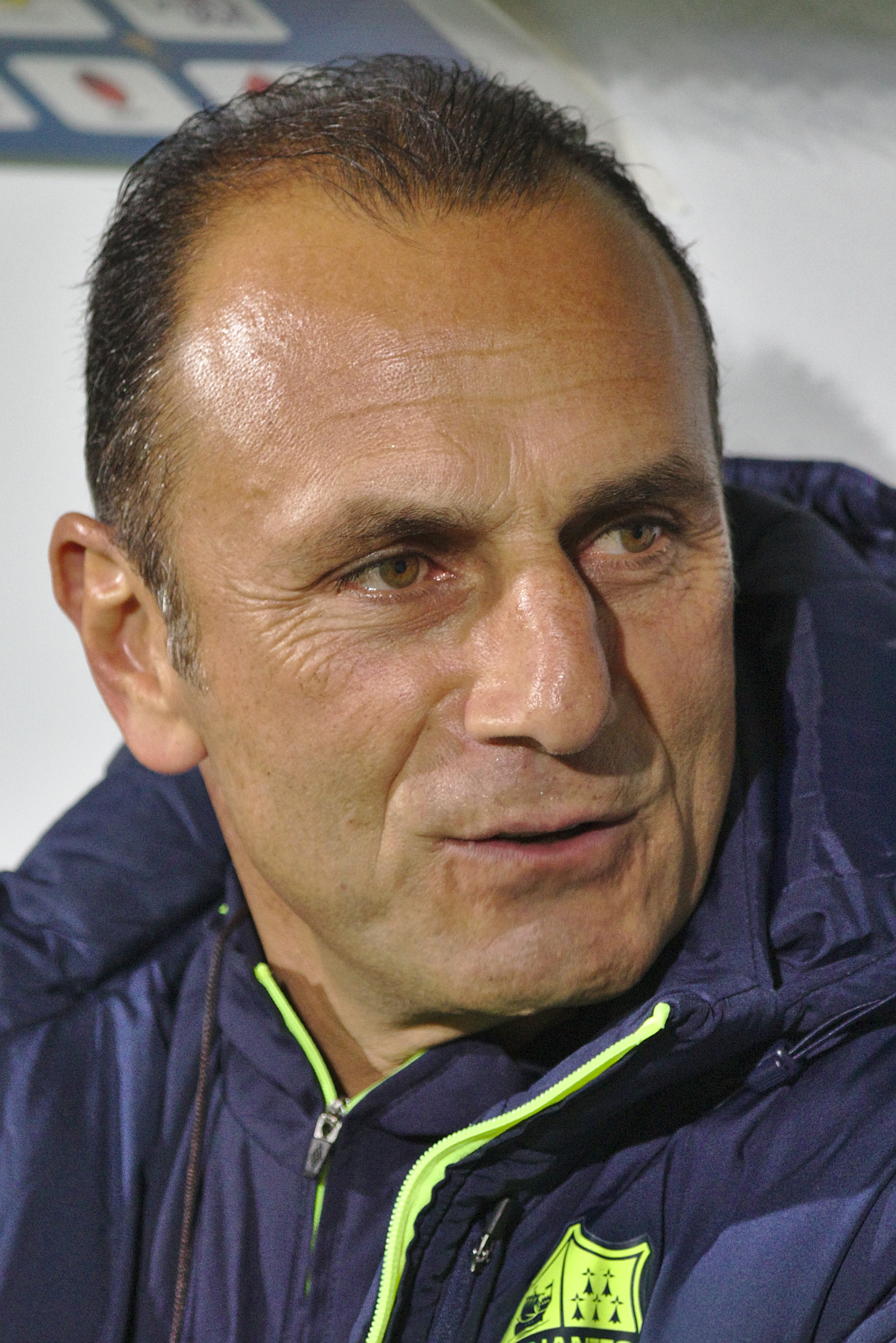
Michel Der Zakarian, entraîneur du club.

Cet ancien joueur du club effectue l'ensemble de sa carrière au poste de défenseur central au sein du FC Nantes, avec lequel il remporte le championnat de France en 1983, puis du Montpellier HSC. Alors international junior français, il choisit en 1996 de défendre les couleurs de l'Arménie avec laquelle il disputera cinq matchs. Devenu entraîneur, il dirige le FC Nantes puis le Clermont Foot avant de retourner à la tête du FC Nantes de 2012 à 2016. En mai 2016 il est appelé au chevet du Stade de Reims jusqu'en juin 2017, avant de finalement choisir de rejoindre le club.

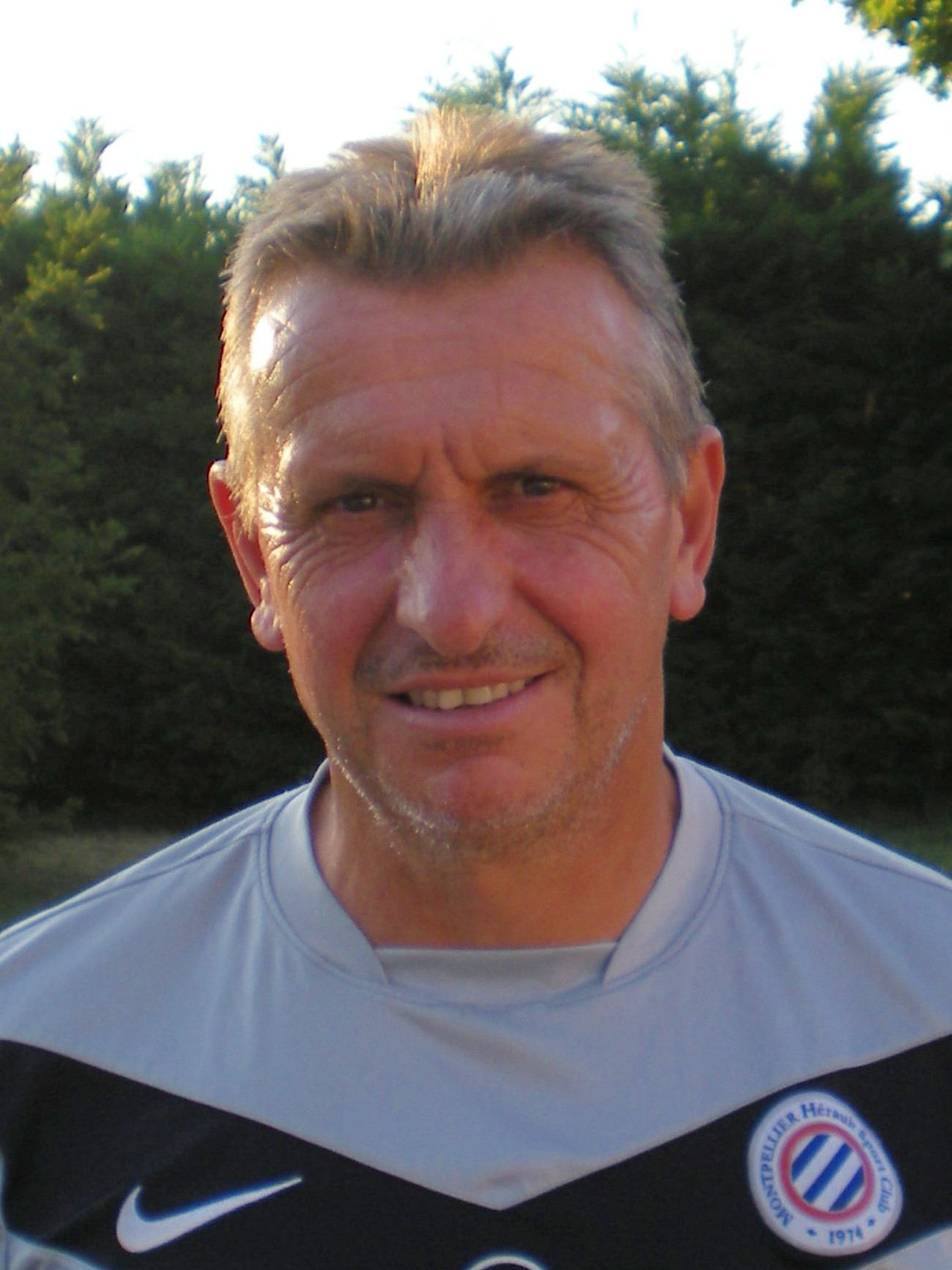
Pascal Baills, un des entraineurs adjoints du club.

Michel Der Zakarian est assisté lors de cette saison par Pascal Baills, ancien du club en tant que joueur et déjà adjoint  et entraîneur du club à de nombreuses reprises. Pascal Baills est un ancien de la maison, formée au club et joueur pro du MHSC entre 1983 et 1991, puis entre 1995 et 2000, il intègre dès la fin de sa carrière le staff du club en tant qu'entraîneur de la seconde équipe réserve. Il devient alors l'assistant de Michel Mézy en 2001, puis à la suite du licenciement du Gardois, coentraîneur avec Gérard Bernardet et Ghislain Printant avec qui il sauve le club de la relégation. Redevenu adjoint puis entraîneur des benjamins, il attend 2006 pour être à nouveau appelé comme adjoint par Jean-François Domergue. Il est ensuite gardé comme adjoint lors de la passation de pouvoir avec Rolland Courbis en 2008, puis lors de la passation de pouvoir avec René Girard en 2009 et une nouvelle fois lors de la passation de pouvoir avec Jean Fernandez, même si ce dernier amène avec lui un autre adjoint. En décembre, il se retrouve propulsé à la tête de l'équipe en compagnie de Bruno Martini, avant de prendre un peu de recul pour mieux revenir sous les ordres de Michel Der Zakarian.
Un deuxième adjoint est aussi présent dans le staff, il s'agit de Franck Rizzetto qui a suivi l’entraîneur arménien depuis Reims. C’est lui aussi un ancien joueur du club au sein duquel il a passé neuf ans en tant que milieu offensif. Il entraîne par la suite plusieurs équipes de CFA avant de devenir l'adjoint de Michel Der Zakarian dans le milieu professionnel.
L'entraîneur des gardiens est Teddy Richert, ancien gardien de but professionnel entre 1996 et 2012 principalement au FC Sochaux-Montbéliard, il remporte au cours de sa carrière une Coupe de France en 2007 et une Coupe de la Ligue en 2004 ainsi que le titre de meilleur gardien de Ligue 1 en 2007. Le 16 mars 2015, à la suite du licenciement d'Alain Casanova, il intègre le staff du Toulouse FC pour y occuper la fonction d'entraîneur des gardiens après avoir été l'entraîneur des gardiens de but du centre de formation toulousain depuis fin 2013. Il quitte le staff de Dominique Arribagé en juin 2015 et s'engage au près du Montpellier HSC en juin 2016 en remplacement de David Moulin.

### Effectif professionnel
Dans l'effectif professionnel de la saison 2018-2019, neuf joueurs sont issus du centre de formation du club.
En grisé, les sélections de joueurs internationaux chez les jeunes mais n'ayant jamais été appelés aux échelons supérieur une fois l'âge limite dépassé.

### Statistiques individuelles
| Joueur         | Total |
| Florent Mollet | 4     |
| Andy Delort    | 7     |
| Ruben Aguilar  | 4     |
| Daniel Congré  | 1     |
| Junior Sambia  | 1     |
| Petar Škuletić | 1     |
| Ellyes Skhiri  | 2     |
| Gaëtan Laborde | 1     |

| Joueur           | Total |
| Andy Delort      | 14    |
| Gaëtan Laborde   | 11    |
| Damien Le Tallec | 3     |
| Ambroise Oyongo  | 2     |
| Pedro Mendes     | 1     |
| Florent Mollet   | 6     |
| Ellyes Skhiri    | 31    |
| Paul Lasne       | 1     |
| Petar Škuletić   | 1     |

## Tactique
| \| Lecomte Aguilar Mendes Le Tallec Congré Hilton Skhiri Lasne Laborde Delort Mollet \| Équipe type de la saison 2018-2019. · D'après les temps de jeu à leur poste. |
| Lecomte Aguilar Mendes Le Tallec Congré Hilton Skhiri Lasne Laborde Delort Mollet                                                                                    |

La formation la plus utilisée par le MHSC lors de la saison 2018-2019 est le 5-4-1, pour cinq défenseurs, deux milieux de terrain défensifs ou récupérateurs, deux milieux de terrain à vocation offensive sur les côtés et un attaquant de pointe. 

## Aspects juridiques et économiques

### Structure juridique et organigramme
Lors de la saison 2018-2019, le Montpellier Hérault Sport Club est une société anonyme sportive professionnelle (SASP) au capital de 610 000 euros. Cette société est liée par convention à l'association loi de 1901 de l'Association sportive Montpellier Hérault Sport Club qui gère le centre de formation et les équipes amateurs du club. L'association est titulaire du numéro d'affiliation de la Fédération française de football, la SASP possède 100 % du capital.
L'organigramme s'établit comme suit :
| Direction | Administratif | Sportif |
| --- | --- | --- |
| Président : Laurent Nicollin Président de l'association : Gilbert Varlot Directeur général : Philippe Peybernes Directeur administratif : David Villechaise Directeur sportif : Bruno Carotti Directeur de la formation : Francis de Taddeo | Directeur commercial et marketing : Fabien Garcia Directeur merchandising : Benoît Le Quéré Directeur développement : Jean-Christophe Rouvière Directeur communication : Katia Mourad Directeur sécurité : Pierre-Marie Grappin Responsable de la section féminines : Sydney Biton | Entraîneur : Michel Der Zakarian Entraîneur adjoint : Franck Rizzetto Entraîneur adjoint : Pascal Baills Entraîneur des gardiens : Teddy Richert Préparateur physique : Stéphane Paganelli |

### Équipementiers et sponsors
Le Montpellier HSC change régulièrement d’équipementier au cours de son histoire. Le Coq Sportif équipe le club jusqu'en 1981, puis Puma de 1981 à 1987, Duarig de 1987 à 1989 et ensuite Adidas jusqu’en 1995. Le club signe ensuite avec Erima un contrat de trois ans puis retourne chez Adidas en 1999. En 2000, à la suite de la descente en Ligue 2, Montpellier HSC signe un contrat avec Nike à qui il reste fidèle depuis lors. Le club ouvre en 2010, en partenariat avec Nike, son « MHSC Store » dans le centre commercial « Odysseum ».

## Affluence et télévision

### Affluence
Affluence du MHSC à domicile

### Retransmission télévisée
Lors de la saison 2017-2018 de Ligue 1, comme lors de la saison précédente, la Ligue de football professionnel (LFP) a choisi de prendre exemple sur les championnats étrangers et d'étaler les matchs sur les trois jours du week-end et sur plusieurs tranches horaires. Ainsi la journée de championnat débutera le vendredi soir à 20 h 45, un match sera diffusé samedi à 17 h, puis quatre matchs à 20 h, enfin un match sera diffusé à 15 h le dimanche, puis un à 17 h et enfin un à 20 h 45.
Les droits télévisés seront versés par la LFP au MHSC au terme de la saison. À une part fixe qui revient de droit à chaque club de l'élite, sera ajoutée une partie variable qui est calculée à partir des résultats sportifs et de la notoriété de l'équipe.

## Équipe réserve et équipes de jeunes

### Équipe réserve
L’équipe réserve du Montpellier HSC sert de tremplin vers le groupe professionnel pour les jeunes du centre de formation ainsi que de recours pour les joueurs de retour de blessure ou en manque de temps de jeu. Elle a été reléguée en National 3 en fin de saison 2016-2017 sous la direction de William Prunier.
Pour la saison 2018-2019, elle évolue dans le Championnat de National 3, soit le cinquième niveau de la hiérarchie du football en France. 
| Rang | Équipe               | Pts | J  | G | N | P | Bp | Bc | Diff |
| ---- | -------------------- | --- | -- | - | - | - | -- | -- | ---- |
| 1    | Olympique d'Alès     | 29  | 11 | 9 | 2 | 0 | 24 | 6  | +18  |
| 2    | Montpellier HSC rés. | 20  | 11 | 5 | 5 | 1 | 17 | 8  | +9   |
| 3    | Blagnac FC           | 17  | 11 | 5 | 2 | 4 | 12 | 10 | +2   |
| 4    | Avenir Foot Lozère   | 16  | 11 | 4 | 4 | 3 | 11 | 8  | +3   |
| 5    | Rodez AF rés. P      | 16  | 11 | 4 | 4 | 3 | 11 | 14 | -3   |

- Promu en National 2

Le tableau suivant liste les matchs de l'équipe réserve du Montpellier HSC.

### Équipe de jeunes
Le Montpellier HSC aligne plusieurs équipes de jeunes dans les championnats départementaux et régionaux. Parmi ces équipes de jeunes, l'équipe des mois de 19 ans participe à deux compétitions majeures, le championnat national des moins de 19 ans et la Coupe Gambardella 2018-2019. L'équipe des mois de 17 ans évolue également en championnat national.
| Rang | Équipe           | Pts | J  | G  | N | P | Bp | Bc | Diff |
| ---- | ---------------- | --- | -- | -- | - | - | -- | -- | ---- |
| 1    | Montpellier HSC  | 33  | 14 | 11 | 0 | 3 | 37 | 12 | +25  |
| 2    | AS Saint-Etienne | 29  | 14 | 8  | 5 | 1 | 27 | 12 | +15  |
| 3    | Toulouse FC      | 27  | 13 | 8  | 3 | 2 | 28 | 14 | +14  |
| 4    | Nîmes Olympique  | 27  | 14 | 9  | 0 | 5 | 24 | 17 | +7   |

| Rang | Équipe                 | Pts | J  | G  | N | P | Bp | Bc | Diff |
| ---- | ---------------------- | --- | -- | -- | - | - | -- | -- | ---- |
| 2    | OGC Nice               | 31  | 13 | 10 | 1 | 2 | 35 | 15 | +20  |
| 3    | Olympique de Marseille | 27  | 13 | 8  | 3 | 2 | 25 | 12 | +13  |
| 4    | AC Ajaccien            | 24  | 13 | 7  | 3 | 3 | 19 | 13 | +6   |
| 5    | Montpellier HSC        | 22  | 13 | 6  | 4 | 3 | 21 | 14 | +7   |
| 6    | Nîmes Olympique        | 21  | 13 | 6  | 3 | 4 | 17 | 17 | 0    |
| 7    | FC Istres              | 20  | 13 | 5  | 5 | 3 | 26 | 17 | +9   |
| 8    | Marignane Gignac FC P  | 19  | 13 | 6  | 1 | 6 | 20 | 22 | -2   |